# Průvan

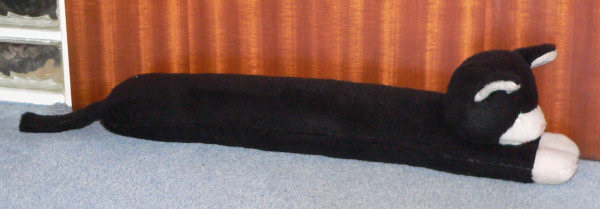
Zarážka u dveří ve tvaru kočky

Průvan je pohyb vzduchu v uzavřeném prostoru jedním směrem. Za průvan se považuje proudění vzduchu v uzavřené místnosti, jehož rychlost přesahuje 0,3 m/s. Vzniká při větrání, při příčném otevírání oken a dveří nebo při netěsnostech. Důvodem je proudění vzduchu z míst vyššího tlaku vzduchu do míst nižšího tlaku vzduchu.
Okolo vyšších pater budovy je nižší tlak vzduchu a její obtékání v případě větru je energeticky náročnější, než ono "provanutí" skrz, na druhou stranu. Právě proto je například v desetipatrových panelových domech rychlost průvanu v 1. patře mnohonásobně vyšší, než v patře devátém. Pokud v onom předposledním patře vůbec nějaký průvan vzniká.[zdroj?]
Pokud není průvan vyvolán úmyslně, je nežádoucí. Rychlý a náhlý pohyb vzduchu může může způsobit unášení lehkých předmětů, případně i rozbíjení (nejen) skleněných dveří a oken.
Jednosměrný proud průvanu může být příčinou nachlazení, protože způsobuje vyschnutí sliznic, které nemohou plnit svou ochrannou funkci.

## Pověry o průvanu
V kulturách balkánských zemí existují hluboce zakořeněné pověry, které průvan považují za smrtelné nebezpečí a příčinu řady závažných onemocnění, od bolesti zubů po zápal plic, artritidu, dětskou obrnu a demenci. Proto se zejména lidé ze starší generace snaží vytvoření průvanu (např. z otevřených oken) zabránit. V zemích bývalé Jugoslávie a Albánii se nazývá promaja, v Rumunsku curent. V bývalém SSSR se to jmenuje skvoznják (rus. Сквозняк) a také je považován za nebezpečný jev.
Příbuznou pověrou byl tzv. "fan death", která přetrvala v Jižní Koreji, částečně i v Japonsku do počátku 21. stolení. Podle ní větrák zapnutý v uzavřené místnosti mohl způsobit smrt. Jednalo se ale o pověru ničím nepodloženou.

## Inspirace v kultuře
Průvanu, jako zdroji zábavy dospívajících chlapců, věnoval Miroslav Horníček povídku Pětatřicet skvělých průvanů ve stejnojmenné povídkové knize.